# 音德尔镇
音德尔镇，是中华人民共和国内蒙古自治区兴安盟扎赉特旗下辖的一个乡镇级行政单位。

## 行政区划
音德尔镇下辖以下地区：
东升社区一社区、东升社区二社区、东升社区三社区、东升社区四社区、东升社区五社区、东升社区六社区、东升社区七社区、东升社区八社区、东升社区九社区、东升社区十社区、光明社区一社区、光明社区二社区、光明社区三社区、光明社区四社区、光明社区五社区、光明社区六社区、光明社区七社区、光明社区八社区、光明社区九社区、光明社区十社区、团结村、东方红一村、东风村、一心村、红卫村、光明村、东升一村、联合嘎查委会、兴华嘎查委会、红旗嘎查委会、查干嘎查委会、全吉嘎查委会、前进嘎查委会、鲜光嘎查委会、新立嘎查委会、大岭村、五家户村、乌珠尔村、保卫村、巨宝村、民胜村、德胜村、联合村、金星村、解放村、永安村、四合村、东方红二村、金山村、青山村、丰源村、六合村、兴隆村、旭升村、东升二村、四合二村、绰勒林场和西山林场。